# دفراسیروکس
دفراسیروکس (انگلیسی: Deferasirox) با نام‌ تجاریِ دفرازکس ®Defrazex یک داروی خوراکی شلاته‌کنندهٔ آهن است که برای کاهش هموکروماتوز در افرادی که مجبور به تزریق خون طولانی‌مدت در بیماری‌هایی همچون تالاسمی یا کم‌خونی‌های مزمن هستند، به‌کار می‌رود. این نخستین داروی خوراکی است که بدین منظور در آمریکا پذیرفته شد.
سازمان غذا و داروی آمریکا در نوامبر ۲۰۰۵ میلادی این دارو را تأیید کرد. مطابق گزارش این سازمان در مه ۲۰۰۷ میلادی، عارضهٔ بالقوهٔ این دارو در کسانی که سوسپانسیونِ خوراکی آنرا دریافت می‌دارند، نارسایی کلیه و سیتوپنی است. اتحادیه اروپا هم این دارو را برای همین مصارف در کودکان ۶ سال به بالا تأیید نموده‌است. از سایر عوارض این دارو می‌توان به احتمال خونریزی گوارشی و نارسایی کبدی اشاره نمود. تاکنون ۱۳۲۰ مرگِ مرتبط با مصرف این دارو، گزارش شده‌است.

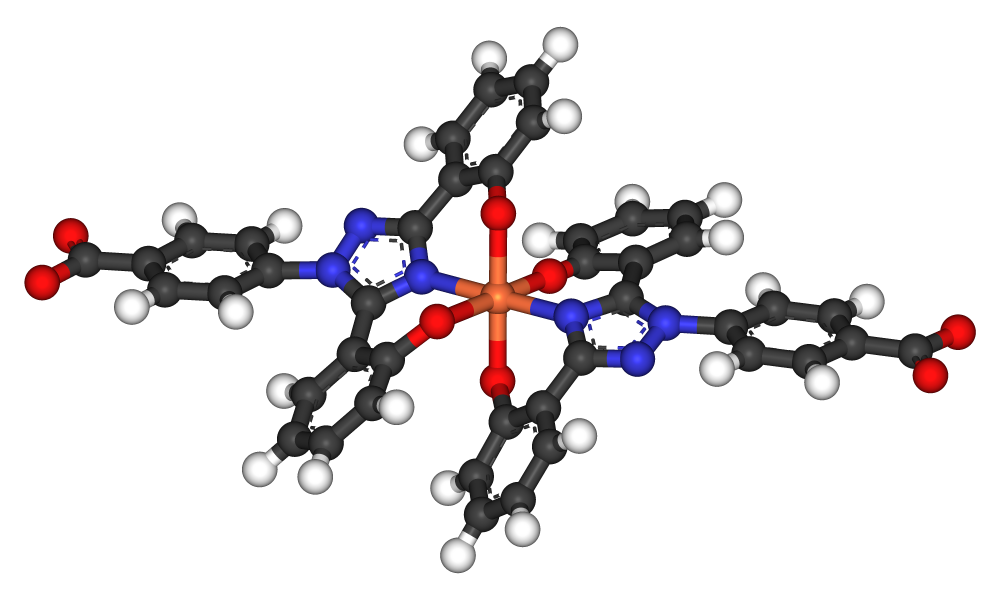
دو مولکول دفراسیروکس متصل به آهن